# Lavinia Veiongo

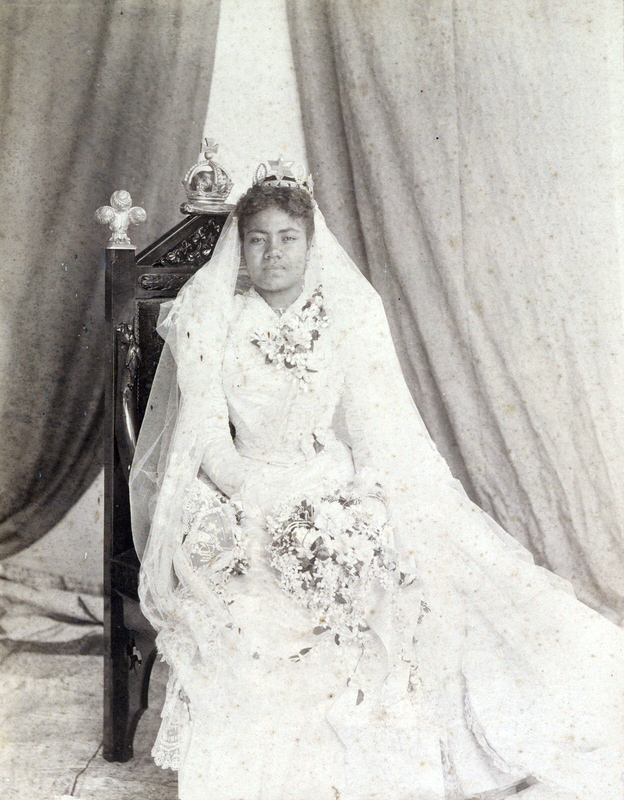
Königin Lavinia an ihrem Hochzeitstag 1899.

Lavinia Veiongo Fotu (geb. 9. Februar 1879; gest. 24. April 1902) war von 1899 bis 1902 Queen consort (Königin) von Tonga und erste Frau von George Tupou II.

## Leben
Lavinia Veiongo wurde am 9. Februar 1879 geboren. Ihr Vater war ʻAsipeli Kupuavanua Fotu, der Minister of Police war, ihre Mutter war Tōkanga Fuifuilupe. Lavinia hatte den Namen von ihrer Großmutter väterlicherseits, Old Lavinia, geerbt.  Diese Großmutter war die Tochter des letzten Tuʻi Tonga Laufilitonga und galt als eine der Frauen mit dem höchsten Rang in Tonga.
König George Tupou II. hätte die Prinzessin ʻOfakivavaʻu, aus der Linie der Tuʻi Kanokupolu heiraten sollen. In letzter Minute änderte er jedoch seine Wahl und nahm dafür Lavinia. Er befragte auch das Council of Chiefs, damit diese zwischen den beiden Frauen wählen sollten. Als die Mehrheit für ʻOfa stimmte, drohte er, ewig Junggeselle zu bleiben, es sei denn, er heirate Lavinia. Die Chiefs stimmten zu und erlaubten die Heirat. Die königliche Hochzeit wurde am 1. Juni 1899 mit Gästen aus Tonga und aus Europa gefeiert. Während der Zeremonie setzte der König Lavinia eine goldene Krone auf und rief sie zur Queen of Tonga aus. Das Verhältnis zwischen dem König und dem Rest des Landes blieb daraufhin gespannt, weil die Zurückweisung von ʻOfa unverständlich war. Unterstützer von beiden Frauen zogen randalierend durch die Straßen der Hauptstadt Nukuʻalofa und attackierten sich gegenseitig mit Äxten, Keulen und zerbrochenen Flaschen.
1900 wurde ihr einziges Kind, Prinzessin Sālote Mafile‘o Pilolevu, die spätere Königin Sālote Tupou III, geboren. Trotz der Kämpfe zwischen ihren jeweiligen Unterstützern wurden Lavinia und die Prinzessin 'Ofa enge Freundinnen. Prinzessin 'Ofa starb im Dezember 1901 an Tuberkulose. Lavinia hatte ihre Freundin auch während ihrer letzten Krankheitstag besucht und ebenso ihre Beerdigung. Und sie selbst war auch infiziert. Sie starb am 24. April 1902 im Königlichen Palast. Nach einer Aufbahrung und einem königlichen Begräbnis wurden ihre Überreste im königlichen Begräbnisplatz in Malaʻekula beigesetzt. Köng Tupou II. betrauerte den Verlust seiner Frau zutiefst und ließ für sie ein Marmordenkmal am Begräbnisplatz errichten.